# Konstantin Borisovitj Tszyu
Konstantin Borisovitj "Kostya" Tszyu (født 19. september 1969 i Sovjetunionen russisk:Константин Борисович "Костя" Цзю tr. Konstantin Borisovitj "Kostja" Tsju) er fire gange verdensmester i juniorboksing. Han fik kaldenavnet Thunder from down under. Han har tilsammen vundet 31 af sine kampe 25 af dem vandt han på knockout og han regnes for at være en national sportshelt i Australien. 
Han er født i det tidligere Sovjetunionen men da han var med på amatør-VM i Sydney i Australien blev han tryllebundet af alle seværdighederne i Sydney og dets folk. Da bestemte han sig for at han ville flytte til Australien. I 1992 flyttede Tszyu til Australien sammen med han kæreste. De giftede sig der i 1993 og blev australske statsborgere.